# Polish International 2010
Die Polish International 2010 im Badminton fanden vom 25. bis zum 28. März 2010 in Białystok statt.

## Austragungsort
- Sport Hall, Suchowolca 26

## Medaillengewinner
| Disziplin    | Gold                                 | Silber                                  | Bronze                                    |
| ------------ | ------------------------------------ | --------------------------------------- | ----------------------------------------- |
| Herreneinzel | Pablo Abián                          | Hiroyuki Saeki                          | Joachim Persson                           |
| Herreneinzel | Pablo Abián                          | Hiroyuki Saeki                          | Shuhei Hayasaki                           |
| Dameneinzel  | Kana Ito                             | Chan Tsz Ka                             | Wang Linling                              |
| Dameneinzel  | Kana Ito                             | Chan Tsz Ka                             | Anastasia Prokopenko                      |
| Herrendoppel | Vladimir Ivanov Ivan Sozonov         | Yohan Hadikusumo Wiratama Wong Wai Hong | Ashton Chen Yong Zhao Derek Wong Zi Liang |
| Herrendoppel | Vladimir Ivanov Ivan Sozonov         | Yohan Hadikusumo Wiratama Wong Wai Hong | Adam Cwalina Łukasz Moreń                 |
| Damendoppel  | Shinta Mulia Sari Yao Lei            | Chan Tsz Ka Chau Hoi Wah                | Tatjana Bibik Olga Golovanova             |
| Damendoppel  | Shinta Mulia Sari Yao Lei            | Chan Tsz Ka Chau Hoi Wah                | Natalia Pocztowiak Agnieszka Wojtkowska   |
| Mixed        | Andrej Ashmarin Anastasia Prokopenko | Chayut Triyachart Yao Lei               | Wong Wai Hong Chau Hoi Wah                |
| Mixed        | Andrej Ashmarin Anastasia Prokopenko | Chayut Triyachart Yao Lei               | Valeriy Atrashchenkov Elena Prus          |